# A2744 YD4
A2744-YD4 est une des plus lointaines et des plus anciennes galaxies connues dans l'univers observable. Elle a été découverte en 2017.

## Contexte
Les astronomes observent le ciel pour répondre à la question « Quand les premières étoiles sont-elles nées ? »
Pour savoir, il faut s'intéresser aux traces lointaines laissées par ces astres disparus. Cela se fait en sondant le passé des galaxies si lointaines qu'elles nous apparaissent comme elles étaient lorsque l'univers n'était pas très âgé, c'est-à-dire durant l'aube cosmique. Les astronomes ont sondé la galaxie A2744-YD4 qui nous apparaît comme elle était, quand l'univers était âgé de 600 millions d'années. L'âge de la galaxie est estimé à 13,2 milliards d'années. Ils y ont détecté de grandes quantités de poussières d'étoiles issues d'astres aujourd'hui disparus,.
Le rayonnement a été amplifié par un amas de galaxies du nom d'Abell 2744 présent sur la trajectoire d'observation, qui a agi comme une lentille gravitationnelle.
La poussière interstellaire est composée de grains de carbone, d'aluminium et de silicium, éléments produits au sein des étoiles au cours de leur évolution. La dissémination est due à l'explosion  des astres appelés supernova lors de leur "fin de vie". Cette poussière ensemence le cosmos et devient élément constitutif de nouvelles étoiles, de planètes et donc, de toutes les molécules plus complexes que ces grains.
Ces observations permettent d'établir la chronologie de l'histoire de l'univers. « Ce qui nous manquait jusqu'à maintenant, c'était la carte d'identité de telles galaxies. Avec ALMA, on peut désormais connaître l'histoire des étoiles qu'elles ont hébergées en mesurant la quantité de poussière interstellaire qu'elles contiennent ».

## Nom
Le nom de la galaxie est dérivé de sa localisation dans le relevé...

## Découverte
La galaxie A2744-YD4, au préalable sélectionnée sur des données et images issues du télescope spatial Hubble, a été observée par une équipe d'astronomes à l'aide du radiotélescope ALMA situé au Chili.

## Caractéristiques
Jeune galaxie formée d’une énorme masse de poussières d’étoiles incandescentes.